# Tomasz Kamiński (żużlowiec)
Tomasz Kamiński (ur. 12 lutego 1973 w Bydgoszczy) – polski żużlowiec.
Sport żużlowy uprawiał w latach 1990–1994 w barwach klubu Polonia Bydgoszcz, sezon 1992 spędzając na wypożyczeniu w Polonii Piła.
Srebrny medalista drużynowych mistrzostw Polski (1993). Finalista młodzieżowych indywidualnych mistrzostw Polski (Toruń 1993 – XI miejsce). Finalista turnieju o "Brązowy Kask" (Krosno 1992 – XIV miejsce). Finalista turnieju o "Srebrny Kask" (Machowa 1993 – XIV miejsce).
Karierę sportową zakończył w 1994 r. w wyniku obrażeń, które odniósł podczas wypadku na bydgoskim stadionie podczas meczu ligowego z Włókniarzem Częstochowa 5 czerwca tego samego roku.